# Diethardt
Diethardt est un village allemand de Rhénanie-Palatinat près de Nastätten, église protestante du XVIIIe siècle dédiée à saint Théodard.